# Horo Records
Horo Records war ein italienisches Jazz-Plattenlabel, das Mitte bis Ende der 1970er Jahre bestand.
Das Jazzlabel Horo wurde 1972 von dem Jazzproduzenten Aldo Sinesio († 2013) gegründet. Bis 1979 veröffentlichte das unabhängige Label um die 70 Langspielplatten; davon erschienen 35 LPs in der Reihe Jazz a Confronto, wie von Mal Waldron, Mario Schiano, Giorgio Gaslini, Giancarlo Schiaffini, Massimo Urbani, Enrico Pieranunzi, Enrico Rava und Lee Konitz, ferner veröffentlichte Horo Alben vom George Adams/Don Pullen Quartett (Suite for Swingers, 1976), Karl Berger, Ran Blake, Jean-François Jenny-Clark/Aldo Romano, Burton Greene,  Steve Lacy, David Murray, Max Roach, Roswell Rudd, Archie Shepp (The Tradition, 1978), Lee Konitz & Martial Solal (Duplicity, 1978), Sun Ra (Other Voices, Other Blues, 1978), Lester Bowie (African Children, 1978) und Gil Evans (Parabola, 1978).